# Wieża widokowa na Jagodnej
Wieża widokowa na Jagodnej – pierwsza wieża wybudowana w 1909 roku, a druga w 2020 roku na szczycie Jagodnej.

## Położenie
Wieża znajduje się na Jagodnej, górze o wysokości 977 m n.p.m., w Sudetach Środkowych, w środkowo-wschodniej części Gór Bystrzyckich, około 5 km na zachód od miejscowości Długopole Zdrój.

## Historia
W 1909 roku miejscowy oddział Kłodzkiego Towarzystwa Górskiego zbudował na szczycie Jagodnej drewnianą, 17-metrową wieżę widokową. Przed 1939 rokiem na miejscu widokowej ustawiono wieżę triangulacyjną, która rozebrano w latach 60. XX wieku.
W latach 2019–2020 wzniesiono nową wieżę widokową. Oficjalne otwarcie miało miejsce 8 września 2020 roku. Nowa wieża ma 23 metry wysokości, a taras widokowy mieści się na wysokości 19 metrów. Budowa kosztowała 984 000 złotych.